# 78ste Oscaruitreiking
De 78ste Oscaruitreiking, waarbij prijzen werden uitgereikt aan de beste prestaties in films uit 2005, vond op 5 maart 2006 plaats in het Kodak Theatre in Hollywood. De ceremonie werd gepresenteerd door Jon Stewart. De genomineerden werden op 31 januari bekendgemaakt door Sid Ganis, voorzitter van de Academy, en actrice Mira Sorvino in het Samuel Goldwyn Theater te Beverly Hills.

## Winnaars en genomineerden
De winnaars staan bovenaan in vet lettertype.

#### Beste film
- Crash
  - Brokeback Mountain
  - Capote
  - Good Night, and Good Luck
  - Munich

#### Beste regisseur
- Ang Lee - Brokeback Mountain
  - George Clooney - Good Night, and Good Luck
  - Paul Haggis - Crash
  - Bennett Miller - Capote
  - Steven Spielberg - Munich

#### Beste mannelijke hoofdrol
- Philip Seymour Hoffman - Capote
  - Terrence Howard - Hustle & Flow
  - Heath Ledger - Brokeback Mountain
  - Joaquin Phoenix - Walk the Line
  - David Strathairn - Good Night, and Good Luck

#### Beste vrouwelijke hoofdrol
- Reese Witherspoon - Walk the Line
  - Judi Dench - Mrs. Henderson Presents
  - Felicity Huffman - Transamerica
  - Keira Knightley - Pride & Prejudice
  - Charlize Theron - North Country

#### Beste mannelijke bijrol
- George Clooney - Syriana
  - Matt Dillon - Crash
  - Paul Giamatti - Cinderella Man
  - Jake Gyllenhaal - Brokeback Mountain
  - William Hurt - A History of Violence

#### Beste vrouwelijke bijrol
- Rachel Weisz - The Constant Gardener
  - Amy Adams - Junebug
  - Catherine Keener - Capote
  - Frances McDormand - North Country
  - Michelle Williams - Brokeback Mountain

#### Beste originele scenario
- Crash - Paul Haggis en Bobby Moresco
  - Good Night, and Good Luck - George Clooney en Grant Heslov
  - Match Point - Woody Allen
  - The Squid and the Whale - Noah Baumbach
  - Syriana - Stephen Gaghan

#### Beste bewerkte scenario
- Brokeback Mountain - Larry McMurtry en Diana Ossana
  - Capote - Dan Futterman
  - The Constant Gardener - Jeffrey Caine
  - A History of Violence - Josh Olson
  - Munich - Tony Kushner en Eric Roth

#### Beste niet-Engelstalige film
- Tsotsi - Zuid-Afrika
  - Don't Tell - Italië
  - Joyeux Noël - Frankrijk
  - Paradise Now - Palestijnse gebieden
  - Sophie Scholl - The Final Days - Duitsland

#### Beste animatiefilm
- Wallace & Gromit in the Curse of the Were-Rabbit - Nick Park en Steve Box
  - Howl's Moving Castle - Hayao Miyazaki
  - Tim Burton's Corpse Bride - Mike Johnson en Tim Burton

#### Beste documentaire
- March of the Penguins - Luc Jacquet en Yves Darondeau
  - Darwin's Nightmare - Hubert Sauper 
  - Enron: The Smartest Guys in the Room - Alex Gibney en Jason Kliot
  - Murderball - Henry-Alex Rubin en Dana Adam Shapiro
  - Street Fight - Marshall Curry

#### Beste camerawerk
- Memoirs of a Geisha - Dion Beebe
  - Batman Begins - Wally Pfister
  - Brokeback Mountain - Rodrigo Prieto
  - Good Night, and Good Luck - Robert Elswit
  - The New World - Emmanuel Lubezki

#### Beste montage
- Crash - Hughes Winborne
  - Cinderella Man - Mike Hill en Dan Hanley
  - The Constant Gardener - Claire Simpson
  - Munich - Michael Kahn
  - Walk the Line - Michael McCusker

#### Beste artdirection
- Memoirs of a Geisha - John Myhre en Gretchen Rau
  - Good Night, and Good Luck - Jim Bissell en Jan Pascale
  - Harry Potter and the Goblet of Fire - Stuart Craig en Stephenie McMillan
  - King Kong - Grant Major, Dan Hennah en Simon Bright
  - Pride & Prejudice - Sarah Greenwood en Katie Spencer

#### Beste originele muziek
- Brokeback Mountain - Gustavo Santaolalla
  - The Constant Gardener - Alberto Iglesias
  - Memoirs of a Geisha - John Williams
  - Munich - John Williams
  - Pride & Prejudice - Dario Marianelli

#### Beste originele nummer
- "It's Hard Out Here for a Pimp" uit Hustle & Flow - Muziek en tekst: Jordan Houston, Cedric Coleman en Paul Beauregard
  - "In the Deep" uit Crash - Muziek: Kathleen "Bird" York en Michael Becker, tekst: Kathleen "Bird" York
  - "Travelin' Thru" uit Transamerica - Muziek en tekst: Dolly Parton

#### Beste geluidsmixing
- King Kong - Christopher Boyes, Michael Semanick, Michael Hedges en Hammond Peek
  - The Chronicles of Narnia: The Lion, the Witch and the Wardrobe - Terry Porter, Dean A. Zupancic en Tony Johnson
  - Memoirs of a Geisha - Kevin O'Connell, Greg P. Russell, Rick Kline en John Pritchett
  - Walk the Line - Paul Massey, D.M. Hemphill en Peter F. Kurland
  - War of the Worlds - Andy Nelson, Anna Behlmer en Ronald Judkins

#### Beste geluidsbewerking
- King Kong - Mike Hopkins en Ethan Van der Ryn
  - Memoirs of a Geisha - Wylie Stateman
  - War of the Worlds - Richard King

#### Beste visuele effecten
- King Kong - Joe Letteri, Brian Van't Hul, Christian Rivers en Richard Taylor
  - The Chronicles of Narnia: The Lion, the Witch and the Wardrobe - Dean Wright, Bill Westenhofer, Jim Berney en Scott Farrar
  - War of the Worlds - Dennis Muren, Pablo Helman, Randal M. Dutra en Daniel Sudick

#### Beste kostuumontwerp
- Memoirs of a Geisha - Colleen Atwood
  - Charlie and the Chocolate Factory - Gabriella Pescucci
  - Mrs. Henderson Presents - Sandy Powell
  - Pride & Prejudice - Jacqueline Durran
  - Walk the Line - Arianne Phillips

#### Beste grime
- The Chronicles of Narnia: The Lion, the Witch and the Wardrobe - Howard Berger en Tami Lane
  - Cinderella Man - David Leroy Anderson en Lance Anderson
  - Star Wars: Episode III: Revenge of the Sith - Dave Elsey en Nikki Gooley

#### Beste korte film
- Six Shooter - Martin McDonagh
  - Ausreisser (The Runaway) - Ulrike Grote
  - Cashback - Sean Ellis en Lene Bausager
  - The Last Farm - Rúnar Rúnarsson en Thor S. Sigurjónsson
  - Our Time Is Up - Rob Pearlstein en Pia Clemente

#### Beste korte animatiefilm
- The Moon and the Son: An Imagined Conversation - John Canemaker en Peggy Stern
  - 9 - Shane Acker
  - Badgered - Sharon Colman
  - The Mysterious Geographic Explorations of Jasper Morello - Anthony Lucas
  - One Man Band - Andrew Jimenez en Mark Andrews

#### Beste korte documentaire
- A Note of Triumph: The Golden Age of Norman Corwin - Corinne Marrinan en Eric Simonson
  - The Death of Kevin Carter: Casualty of the Bang Bang Club - Dan Krauss
  - God Sleeps in Rwanda - Kimberlee Acquaro en Stacy Sherman
  - The Mushroom Club - Steven Okazaki

#### Ere-award
- Robert Altman, als erkenning voor een carrière die de kunstvorm meermalen heeft heruitgevonden en zowel filmmakers als het publiek geïnspireerd heeft.[2]

## Films met meerdere nominaties
De volgende films ontvingen meerdere nominaties:
| Nominaties | Film                                                           | Awards |
| ---------- | -------------------------------------------------------------- | ------ |
| 8          | Brokeback Mountain                                             | 3      |
| 6          | Crash                                                          | 3      |
| 6          | Good Night, and Good Luck                                      |        |
| 6          | Memoirs of a Geisha                                            | 3      |
| 5          | Capote                                                         | 1      |
| 5          | Munich                                                         |        |
| 5          | Walk the Line                                                  | 1      |
| 4          | The Constant Gardener                                          | 1      |
| 4          | King Kong                                                      | 3      |
| 4          | Pride & Prejudice                                              |        |
| 3          | The Chronicles of Narnia: The Lion, the Witch and the Wardrobe | 1      |
| 3          | Cinderella Man                                                 |        |
| 3          | War of the Worlds                                              |        |
| 2          | A History of Violence                                          |        |
| 2          | Hustle & Flow                                                  | 1      |
| 2          | Mrs. Henderson Presents                                        |        |
| 2          | North Country                                                  |        |
| 2          | Syriana                                                        | 1      |
| 2          | Transamerica                                                   |        |